# Goetzens Bilder
Goetzens Bilder ist ein Roman von Alan Isler. Die Originalausgabe unter dem Titel Kraven Images erschien 1996 beim New Yorker Verlag Bridge Works. Die deutsche Übersetzung von Heidi Zerning erschien 1998 im Berlin Verlag.

## Handlung
Hauptfigur des Buchs ist Nicholas Marcus Goetzen, Dozent für Englische Literatur an einem New Yorker College. Der Roman setzt sich aus fragmentarischen Rückblicken des Lebens der Familie Goetzen und einem kontinuierlichen Handlungsstrang, in zwei Teilen, zusammen. Der erste Teil spielt in New York zu Beginn des Frühjahrs 1974, der zweite in London, Mitte bis Ende Frühjahr 1974.
Das Buch beginnt mit folgenden Versen:
Ach! Innig Lieb ist nur der Wahn:
Luftig Fleisch fürs Denkorgan.
Der Geistesmensch wird so zum Harung
Aus Mangel an lebendger Nahrung.
Nicolas Goetzen, Picobello
Nach einem kurzen Vorspiel im Leeds des Jahres 1941, in dem ein turbulentes jüdisches Begräbnis beschrieben wird, setzt die Handlung wieder 1974 in New York ein. Nicholas Marcus Goetzens ist Dozent für englische Literatur und gerade dabei, einer kleinen Gruppe Studenten Macbeth nahezubringen. Dabei ist er dem Blick unter den Rock der Studentin Antonia Anstruther ausgesetzt, da diese keine Höschen trägt und stets provozierend direkt ihm gegenüber sitzt. Des Weiteren wird er kontinuierlich von einem älteren Hörer namens Feibelmann bedrängt, der meint, Beweise zu besitzen, die belegen, dass der geschichtliche Merlin Jude war. Goetzen flieht daraufhin in die Arme seiner Geliebten, mit der er seit nunmehr zwei Jahren ihren Mann betrügt, der zwei Stockwerke über ihm wohnt und den er gerne mit kurzen Gedichten verhöhnt:
Poore-Moody, ein Petit-point-Sticker
Mit Hoden noch kleiner als Klicker
Verpumpte sein Weib
Mitsamt seinem Leib
An Goetzen, den großen – Erquicker.
Als Goetzen jedoch in der darauffolgenden Nacht von der fast siebzigjährigen Diotima von Hoden, Professorin für mittelalterliche Liebeslyrik aus Heidelberg, unter Zuhilfenahme eines Liebestranks, bestehend aus einer Mixtur diverser halluzinogener Pilze, verführt wird, beginnt Goetzens Welt aus den Fugen zu geraten.

## Buchausgaben
- Goetzens Bilder. Roman. Berlin Verlag, Berlin 1998, ISBN 3-8270-0257-5.
- Goetzens Bilder. Roman. DTV, München 2000, ISBN 3-423-12813-5.